# Pfarrhaus (Reichertshofen)

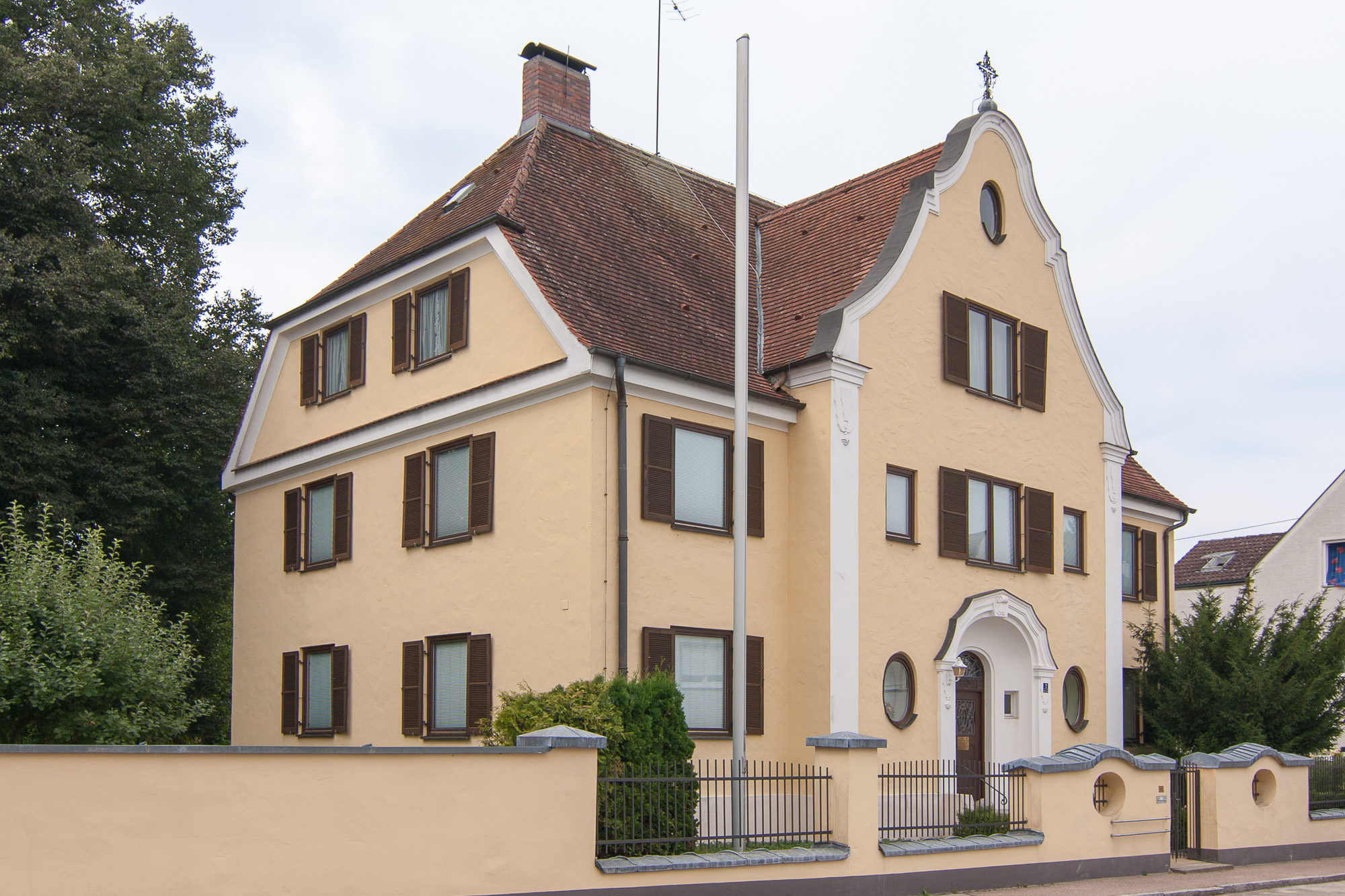
Pfarrhaus in Reichertshofen

Das Pfarrhaus in Reichertshofen, einer Marktgemeinde im oberbayerischen Landkreis Pfaffenhofen an der Ilm, wurde 1913 errichtet. Das  Pfarrhaus an der Herrnstraße 7 ist ein geschütztes Baudenkmal.
Der zweigeschossige, verputzte Halbwalmdachbau mit Mittelrisalit und geschweiftem Zwerchgiebel besitzt drei zu zwei Fensterachsen. Das Portal ist in barockisierenden Formen ausgeführt. Rechts und links des Portals sind ovale Fenster vorhanden.